# Yserturm

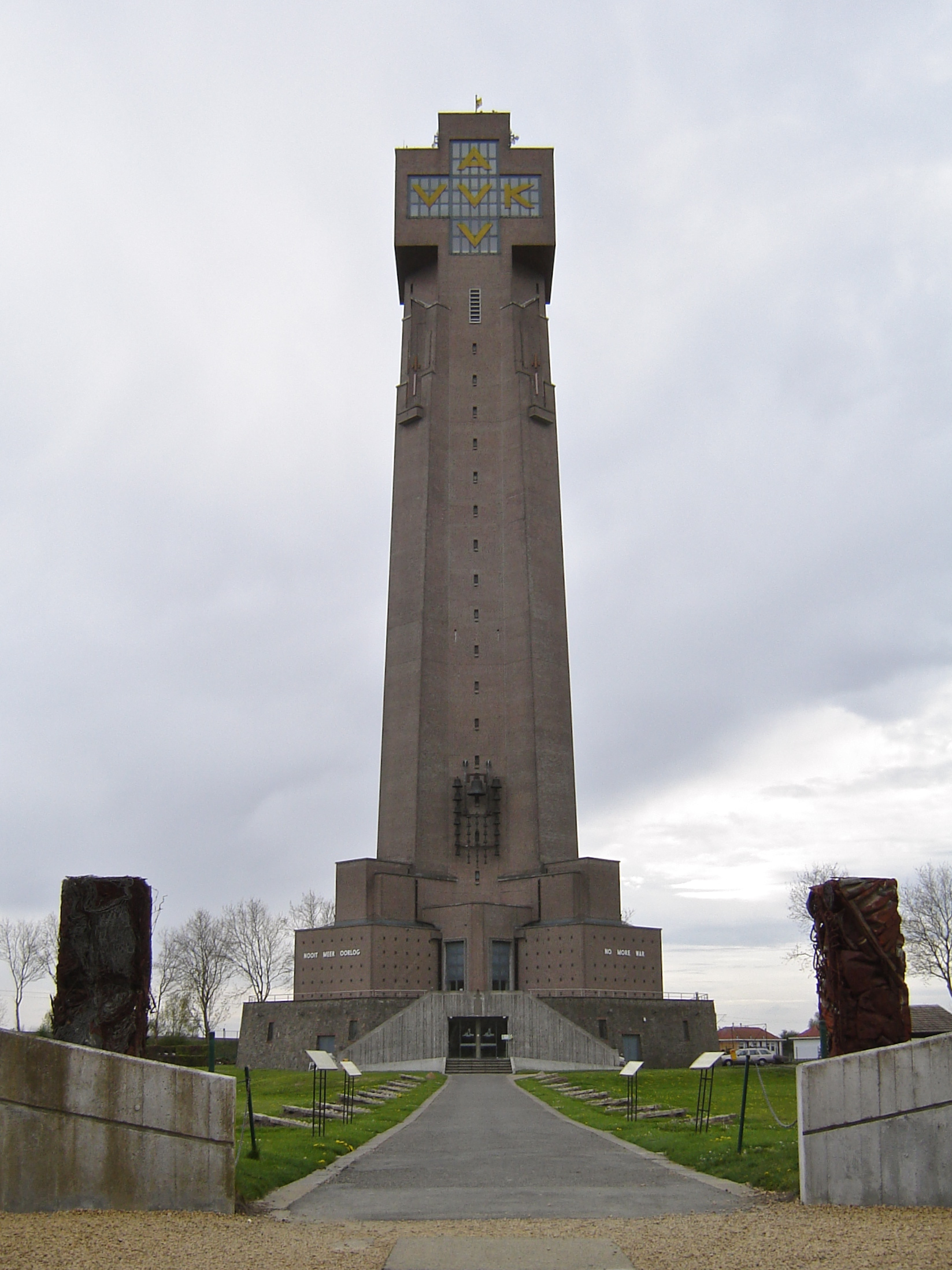
Yserturm (2008)

Der Yserturm (niederländisch IJzertoren) ist ein Mahnmal für die im Ersten Weltkrieg gefallenen flämischen Soldaten der belgischen Armee. Es befindet sich auf dem Gebiet von Kaaskerke, einer Teilgemeinde der Stadt Diksmuide, direkt am Fluss Yser und ist 84 m hoch.
Der Turm wurde 1930 eingeweiht. Er entwickelte sich rasch zu einem wichtigen Versammlungsort der Flämischen Bewegung und ist besonders mit der nationalistischen, zeitweise von vielen Neonazis aus ganz Europa besuchten Wallfahrt IJzerbedevaart verbunden. Nach dem Zweiten Weltkrieg wurde der Yserturm am 16. März 1946 durch einen Sprengstoffanschlag zerstört. Aus seinen Trümmern wurde 1950 das Friedenstor errichtet. Der Bau des heutigen Yserturms begann 1951, nur wenige Meter von den Resten des ursprünglichen Turms entfernt. Die Grundsteinlegung erfolgte 1952. Eine neue Gruft wurde 1958, der Turm selbst 1965 eingeweiht.
Seit 2023 ist die Gruft Teil des UNESCO-Welterbes Grab- und Gedenkstätten des Ersten Weltkriegs (Westfront).